# 하남별곡
《하남별곡》은 1974년에 개봉한 대한민국의 영화이다.

## 줄거리
명나라 말엽, 하남왕은 조선에서 온 공녀와 열애하다가 왕비의 명으로 공녀마을로 추방된 취하를 만나기 위해 항주 방면으로 미행을 나가는데 이를 들은 항주부사 송노계는 왕의 환심을 사기 위해 처녀들을 잡아들인다. 공녀마을에 도착한 왕은 취하가 징발되어 간 것을 알고 송부사의 집으로 취하를 구출하러 가서 송부사가 왕의 암행을 빙자하여...

## 캐스팅
- 유영
- 윤소라
- 김희갑